# 不自然なガール/ナチュラルに恋して
「不自然なガール／ナチュラルに恋して」（ふしぜんなガール/ナチュラルにこいして）は、日本のテクノポップユニット・Perfumeの10枚目シングル。2010年4月14日に徳間ジャパンコミュニケーションズから発売された。規格品番は初回限定盤がTKCA-73520、通常盤がTKCA-73525。
ジャケットにメンバー以外の人物が登場するのは今作が初で、ダンサーとの共演もMV、ジャケット共に初である。

## 背景
前作「ワンルーム・ディスコ」以来約1年振りのシングル。1年以上シングルがリリースされなかったのはメジャーデビュー以来初となる。また両A面シングルをリリースするのは「Baby cruising Love/マカロニ」以来2年3カ月、3作振りとなる。

## 制作
中田は「ナチュラルに恋して」の制作にあたり、BPMが早いバージョンと遅いバージョンの2つを作成していた。そこで、Perfumeに意見を求めたところ、遅いバージョンを選択したので、遅いバージョンを採用した。中田が初めてPerfumeに意見を求めた作品となった。
また、「ナチュラルに恋して」をレコーディングする際に、中田は「もう1曲は正反対の曲を録る」と宣言していて、同曲完成後には「不自然なガール」のサンプルができていた。

## ミュージック・ビデオ

### 不自然なガール
関和亮の監督のもと制作され、着うた配信と同じ4月2日より徳間ジャパン公式チャンネルにてショート・バージョンが公開された。本作の初回限定盤のDVDに収録された。また、約3年10ヶ月後にリリースされた映像作品『Perfume Clips』にも収録された。
今までのミュージック・ビデオから考えて、一番「不自然な」こととして、同じ3Dメガネをしたダンサー24人が出演していて、ジャケットにも登場。

### ナチュラルに恋して
NATURAL BEAUTY BASICのCMと通して撮影され、共に児玉裕一が監督を担当。
着ムービー配信と同じ3月19日にはYouTubeの徳間ジャパン公式チャンネルにて公開された。公開されて2週間で再生回数が120万回を突破した。本作のDVDには収録されずに、約1年7ヶ月後にリリースされた4枚目アルバム『JPN』の初回限定盤のみ付属のDVDに収録された。また、約3年10ヶ月後にリリースされた映像作品『Perfume Clips』にも収録された。

## 楽曲について
不自然なガール
1. プロデュースを担当した中田ヤスタカは、「鬼キャッチーだ」と評している[9][11]。
あ～ちゃん、かしゆかは詞について「不自然」や「（雨の日に）急に傘をしまうわけない」などと語っているのに対し、 のっちは「共感できる」と語っている[19]。

2011年11月に発売された4thアルバム「JPN」には、
記載されていないがシングル版とは違い少しアレンジされたバージョンが収録されている。
ナチュラルに恋して
1. 「詞の世界は等身大だ」とのっちは語っている[11]。また一曲を通して全員で歌っており、メンバーのソロパートがない。

### タイアップ
- SET UP!!（文化放送）テーマジングル（#1,インストゥルメンタルバージョン）
- NATURAL BEAUTY BASIC CMソング(#2)
- 映画『今日、恋をはじめます』挿入曲(#2[20])

## 収録内容

### CD
| 全作詞・作曲: 中田ヤスタカ（編曲含む）。 |                                               |                           |                           |      |
| #                                        | タイトル                                      | 作詞                      | 作曲・編曲                | 時間 |
| 1.                                       | 「不自然なガール」                            | 中田ヤスタカ （編曲含む） | 中田ヤスタカ （編曲含む） | 3:59 |
| 2.                                       | 「ナチュラルに恋して」                        | 中田ヤスタカ （編曲含む） | 中田ヤスタカ （編曲含む） | 3:08 |
| 3.                                       | 「不自然なガール-Original Instrumental-」     | 中田ヤスタカ （編曲含む） | 中田ヤスタカ （編曲含む） | 3:57 |
| 4.                                       | 「ナチュラルに恋して-Original Instrumental-」 | 中田ヤスタカ （編曲含む） | 中田ヤスタカ （編曲含む） | 3:04 |
| 合計時間:                                | 合計時間:                                     | 14:08                     |                           |      |

### DVD（初回限定盤のみ）
1. 不自然なガール -Video Clip-

## チャート成績
2010年4月26日付のオリコン週間シングルランキングでは初登場2位。自己最高初動を記録していた「love the world」の売上枚数を上回った。また、同デイリーチャートでは登場初日の2010年4月13日付で1位を獲得。
2010年5月度、ゴールドディスクに認定された。